# San Pedro de Tejada
San Pedro de Tejada és una església construïda al segon terç del segle xii en estil romànic, situada a la localitat de Puente-Aremas, a la província de Burgos. És l'única part que resta del monestir que s'hi havia fundat l'any 850. Té una sola nau, una àbsida semicircular i una torre que s'alça sobre la cúpula del creuer. Als costat de la portalada principal i de les nombroses finestres hi ha molts grups escultòrics entre els quals destaquen els que representen l'Ascensió i el Sant Sopar. També hi ha un repertori iconogràfic molt variat als permòdols que sostenen la cornisa de l'àbsida i les façanes; hi destaquen els temes lúdics i eròtics.
Al Museu Marès de Barcelona es conserva un Calvari provinent d'aquesta església.